# Trichiomorphus rufus
Trichiomorphus rufus är en skalbaggsart som beskrevs av Thierry Bourgoin 1919. Trichiomorphus rufus ingår i släktet Trichiomorphus och familjen Cetoniidae. Inga underarter finns listade i Catalogue of Life.